# Helene Drießen

Helene Drießen

Helene Drießen (* 18. September 1876 in Bocholt als Helene Dübigk; † 30. Mai 1938 ebenda) war eine deutsche Politikerin (Zentrum).

## Leben und Wirken
Helene Dübigk besuchte die Volksschule und eine höhere Schule in Bocholt. Von 1892 bis 1894 bereitete sie sich im Ursulinenkloster Nijmegen in den Niederlanden auf die Lehrerinnenprüfung für Volksschulen, höhere und mittlere Mädchenschulen vor, die sie im November 1894 bei der Regierung in Münster ablegte. In den folgenden Jahren bildete sie sich in Antwerpen (1895–1896) und Paris (1896–1897) weiter. 1899 heiratete sie den verbeamteten Sanitätsrat Theodor Drießen und nahm seinen Familiennamen an. 1913 wurde sie Vorsitzende des Katholischen Deutschen Frauenbundes (KDFB) in Bocholt und Mitglied des Zentralausschusses des KDFB, später auch Vorstandsmitglied der katholischen Schulorganisation Preußens. Außerdem war sie Mitglied des örtlichen Bezirksfürsorgeverbandes und des Jugendamtes.
1920 kam Drießen in den Provinzvorstand der Westfälischen Zentrumspartei, in dem sie bis 1932 saß. Von 1921 bis 1933 gehörte sie dem Westfälischen Provinziallandtag an. In den Jahren 1930 bis 1932 amtierte sie als Vorsitzende des Provinzialfrauenbeirates des Zentrums in Westfalen und war zugleich Mitglied des Reichsparteiausschusses der Gesamtpartei. Ferner gehörte sie von 1921 bis 1933 dem Preußischen Staatsrat als stellvertretendes Mitglied an. Außerdem war sie Mitglied im Reichsausschuss der katholischen Schulorganisation Deutschlands.
Am 17. Januar 1931 zog Drießen im Nachrückverfahren für den verstorbenen Zentrums-Politiker Carl Herold in den Reichstag ein, in dem sie fortan den Wahlkreis 17 (Westfalen Nord) vertrat. Bei der Reichstagswahl vom Juli 1932 wurde ihr Mandat bestätigt, so dass sie dem Parlament der Weimarer Republik insgesamt knapp zweiundzwanzig Monate vom Januar 1931 bis zu den Wahlen vom November 1932 angehörte.